# Danh sách tiểu hành tinh: 9401–9500
| Tên                  | Tên đầu tiên | Ngày phát hiện       | Nơi phát hiện                      | Người phát hiện                                        |
| -------------------- | ------------ | -------------------- | ---------------------------------- | ------------------------------------------------------ |
| 9401 -               | 1994 TS3     | 13 tháng 10 năm 1994 | Nachi-Katsuura                     | Y. Shimizu, T. Urata                                   |
| 9402 -               | 1994 UN1     | 25 tháng 10 năm 1994 | Kushiro                            | S. Ueda, H. Kaneda                                     |
| 9403 Sanduleak       | 1994 UJ11    | 31 tháng 10 năm 1994 | Kitt Peak                          | Spacewatch                                             |
| 9404 -               | 1994 UQ11    | 16 tháng 10 năm 1994 | Kushiro                            | S. Ueda, H. Kaneda                                     |
| 9405 -               | 1994 WQ1     | 27 tháng 11 năm 1994 | Oizumi                             | T. Kobayashi                                           |
| 9406 -               | 1994 WG2     | 28 tháng 11 năm 1994 | Kushiro                            | S. Ueda, H. Kaneda                                     |
| 9407 Kimuranaoto     | 1994 WS3     | 28 tháng 11 năm 1994 | Kiyosato                           | S. Otomo                                               |
| 9408 -               | 1995 BC      | 20 tháng 1 năm 1995  | Oizumi                             | T. Kobayashi                                           |
| 9409 Kanpuzan        | 1995 BG1     | 25 tháng 1 năm 1995  | Geisei                             | T. Seki                                                |
| 9410 -               | 1995 BJ1     | 26 tháng 1 năm 1995  | Oohira                             | T. Urata                                               |
| 9411 -               | 1995 CF      | 1 tháng 2 năm 1995   | Oizumi                             | T. Kobayashi                                           |
| 9412 -               | 1995 GZ8     | 4 tháng 4 năm 1995   | Kushiro                            | S. Ueda, H. Kaneda                                     |
| 9413 Eichendorff     | 1995 SQ54    | 21 tháng 9 năm 1995  | Đài quan sát Tautenburg            | F. Börngen                                             |
| 9414 -               | 1995 UV4     | 25 tháng 10 năm 1995 | Oizumi                             | T. Kobayashi                                           |
| 9415 -               | 1995 VE      | 1 tháng 11 năm 1995  | Oizumi                             | T. Kobayashi                                           |
| 9416 -               | 1995 WS      | 17 tháng 11 năm 1995 | Oizumi                             | T. Kobayashi                                           |
| 9417 -               | 1995 WU      | 17 tháng 11 năm 1995 | Oizumi                             | T. Kobayashi                                           |
| 9418 Mayumi          | 1995 WX5     | 18 tháng 11 năm 1995 | Chichibu                           | N. Sato, T. Urata                                      |
| 9419 -               | 1995 XS      | 12 tháng 12 năm 1995 | Oizumi                             | T. Kobayashi                                           |
| 9420 Dewar           | 1995 XP4     | 14 tháng 12 năm 1995 | Kitt Peak                          | Spacewatch                                             |
| 9421 Violilla        | 1995 YM2     | 24 tháng 12 năm 1995 | Church Stretton                    | S. P. Laurie                                           |
| 9422 -               | 1996 AO2     | 13 tháng 1 năm 1996  | Oizumi                             | T. Kobayashi                                           |
| 9423 Abt             | 1996 AT7     | 12 tháng 1 năm 1996  | Kitt Peak                          | Spacewatch                                             |
| 9424 -               | 1996 BN      | 16 tháng 1 năm 1996  | Oizumi                             | T. Kobayashi                                           |
| 9425 Marconcini      | 1996 CM7     | 14 tháng 2 năm 1996  | Asiago                             | M. Tombelli, U. Munari                                 |
| 9426 Aliante         | 1996 CO7     | 14 tháng 2 năm 1996  | Cima Ekar                          | U. Munari, M. Tombelli                                 |
| 9427 Righini         | 1996 CV7     | 14 tháng 2 năm 1996  | Cima Ekar                          | M. Tombelli, U. Munari                                 |
| 9428 Angelalouise    | 1996 DW2     | 26 tháng 2 năm 1996  | Church Stretton                    | S. P. Laurie                                           |
| 9429 Poreč           | 1996 EW1     | 14 tháng 3 năm 1996  | Đài thiên văn Zvjezdarnica Višnjan | Đài thiên văn Zvjezdarnica Višnjan                     |
| 9430 Erichthonios    | 1996 HU10    | 17 tháng 4 năm 1996  | La Silla                           | E. W. Elst                                             |
| 9431 -               | 1996 PS1     | 12 tháng 8 năm 1996  | Farra d'Isonzo                     | Farra d'Isonzo                                         |
| 9432 -               | 1997 CQ      | 1 tháng 2 năm 1997   | Oizumi                             | T. Kobayashi                                           |
| 9433 -               | 1997 CF3     | 3 tháng 2 năm 1997   | Haleakala                          | NEAT                                                   |
| 9434 -               | 1997 CJ20    | 12 tháng 2 năm 1997  | Oizumi                             | T. Kobayashi                                           |
| 9435 -               | 1997 CK20    | 12 tháng 2 năm 1997  | Oizumi                             | T. Kobayashi                                           |
| 9436 -               | 1997 EB      | 1 tháng 3 năm 1997   | Oizumi                             | T. Kobayashi                                           |
| 9437 -               | 1997 EA3     | 4 tháng 3 năm 1997   | Oizumi                             | T. Kobayashi                                           |
| 9438 Satie           | 1997 EE16    | 5 tháng 3 năm 1997   | Kitt Peak                          | Spacewatch                                             |
| 9439 -               | 1997 EB42    | 10 tháng 3 năm 1997  | Socorro                            | LINEAR                                                 |
| 9440 -               | 1997 FZ1     | 29 tháng 3 năm 1997  | Xinglong                           | Chương trình tiểu hành tinh Bắc Kinh Schmidt CCD       |
| 9441 -               | 1997 GN8     | 2 tháng 4 năm 1997   | Socorro                            | LINEAR                                                 |
| 9442 -               | 1997 GQ27    | 2 tháng 4 năm 1997   | Xinglong                           | Chương trình tiểu hành tinh Bắc Kinh Schmidt CCD       |
| 9443 -               | 1997 HR9     | 30 tháng 4 năm 1997  | Socorro                            | LINEAR                                                 |
| 9444 -               | 1997 JA      | 1 tháng 5 năm 1997   | Kleť                               | Kleť                                                   |
| 9445 Charpentier     | 1997 JA8     | 8 tháng 5 năm 1997   | Prescott                           | P. G. Comba                                            |
| 9446 Cicero          | 1997 JT11    | 3 tháng 5 năm 1997   | La Silla                           | E. W. Elst                                             |
| 9447 Julesbordet     | 1997 JJ18    | 3 tháng 5 năm 1997   | La Silla                           | E. W. Elst                                             |
| 9448 Donaldavies     | 1997 LJ3     | 5 tháng 6 năm 1997   | Kitt Peak                          | Spacewatch                                             |
| 9449 Petrbondy       | 1997 VU2     | 4 tháng 11 năm 1997  | Ondřejov                           | L. Šarounová                                           |
| 9450 -               | 1998 BT1     | 19 tháng 1 năm 1998  | Oizumi                             | T. Kobayashi                                           |
| 9451 -               | 1998 BE2     | 20 tháng 1 năm 1998  | Socorro                            | LINEAR                                                 |
| 9452 Rogerpeeters    | 1998 DY33    | 27 tháng 2 năm 1998  | La Silla                           | E. W. Elst                                             |
| 9453 Mallorca        | 1998 FO1     | 19 tháng 3 năm 1998  | Majorca                            | À. López, R. Pacheco                                   |
| 9454 -               | 1998 FX54    | 20 tháng 3 năm 1998  | Socorro                            | LINEAR                                                 |
| 9455 -               | 1998 FJ56    | 20 tháng 3 năm 1998  | Socorro                            | LINEAR                                                 |
| 9456 -               | 1998 FQ67    | 20 tháng 3 năm 1998  | Socorro                            | LINEAR                                                 |
| 9457 -               | 1998 FB75    | 24 tháng 3 năm 1998  | Socorro                            | LINEAR                                                 |
| 9458 -               | 1998 FF97    | 31 tháng 3 năm 1998  | Socorro                            | LINEAR                                                 |
| 9459 -               | 1998 FW113   | 31 tháng 3 năm 1998  | Socorro                            | LINEAR                                                 |
| 9460 McGlynn         | 1998 HS30    | 29 tháng 4 năm 1998  | Haleakala                          | NEAT                                                   |
| 9461 -               | 1998 HV33    | 20 tháng 4 năm 1998  | Socorro                            | LINEAR                                                 |
| 9462 -               | 1998 HC37    | 20 tháng 4 năm 1998  | Socorro                            | LINEAR                                                 |
| 9463 -               | 1998 HW38    | 20 tháng 4 năm 1998  | Socorro                            | LINEAR                                                 |
| 9464 -               | 1998 HL117   | 23 tháng 4 năm 1998  | Socorro                            | LINEAR                                                 |
| 9465 -               | 1998 HJ121   | 23 tháng 4 năm 1998  | Socorro                            | LINEAR                                                 |
| 9466 -               | 1998 KR46    | 22 tháng 5 năm 1998  | Socorro                            | LINEAR                                                 |
| 9467 -               | 1998 KQ47    | 22 tháng 5 năm 1998  | Socorro                            | LINEAR                                                 |
| 9468 Brewer          | 1998 LT2     | 1 tháng 6 năm 1998   | La Silla                           | E. W. Elst                                             |
| 9469 -               | 1998 MY34    | 24 tháng 6 năm 1998  | Socorro                            | LINEAR                                                 |
| 9470 Jussieu         | 1998 OS10    | 26 tháng 7 năm 1998  | La Silla                           | E. W. Elst                                             |
| 9471 Ostend          | 1998 OU13    | 26 tháng 7 năm 1998  | La Silla                           | E. W. Elst                                             |
| 9472 Bruges          | 1998 OD14    | 26 tháng 7 năm 1998  | La Silla                           | E. W. Elst                                             |
| 9473 Ghent           | 1998 OO14    | 26 tháng 7 năm 1998  | La Silla                           | E. W. Elst                                             |
| 9474 -               | 1998 QK15    | 17 tháng 8 năm 1998  | Socorro                            | LINEAR                                                 |
| 9475 -               | 1998 QC19    | 17 tháng 8 năm 1998  | Socorro                            | LINEAR                                                 |
| 9476 -               | 1998 QQ36    | 17 tháng 8 năm 1998  | Socorro                            | LINEAR                                                 |
| 9477 -               | 1998 QK41    | 17 tháng 8 năm 1998  | Socorro                            | LINEAR                                                 |
| 9478 Caldeyro        | 2148 P-L     | 24 tháng 9 năm 1960  | Palomar                            | C. J. van Houten, I. van Houten-Groeneveld, T. Gehrels |
| 9479 Madresplazamayo | 2175 P-L     | 16 tháng 9 năm 1960  | Palomar                            | C. J. van Houten, I. van Houten-Groeneveld, T. Gehrels |
| 9480 Inti            | 2553 P-L     | 24 tháng 9 năm 1960  | Palomar                            | C. J. van Houten, I. van Houten-Groeneveld, T. Gehrels |
| 9481 Menchú          | 2559 P-L     | 24 tháng 9 năm 1960  | Palomar                            | C. J. van Houten, I. van Houten-Groeneveld, T. Gehrels |
| 9482 Rubéndarío      | 4065 P-L     | 24 tháng 9 năm 1960  | Palomar                            | C. J. van Houten, I. van Houten-Groeneveld, T. Gehrels |
| 9483 Chagas          | 4121 P-L     | 24 tháng 9 năm 1960  | Palomar                            | C. J. van Houten, I. van Houten-Groeneveld, T. Gehrels |
| 9484 Wanambi         | 4590 P-L     | 24 tháng 9 năm 1960  | Palomar                            | C. J. van Houten, I. van Houten-Groeneveld, T. Gehrels |
| 9485 Uluru           | 6108 P-L     | 24 tháng 9 năm 1960  | Palomar                            | C. J. van Houten, I. van Houten-Groeneveld, T. Gehrels |
| 9486 Utemorrah       | 6130 P-L     | 24 tháng 9 năm 1960  | Palomar                            | C. J. van Houten, I. van Houten-Groeneveld, T. Gehrels |
| 9487 Kupe            | 7633 P-L     | 17 tháng 10 năm 1960 | Palomar                            | C. J. van Houten, I. van Houten-Groeneveld, T. Gehrels |
| 9488 Huia            | 9523 P-L     | 24 tháng 9 năm 1960  | Palomar                            | C. J. van Houten, I. van Houten-Groeneveld, T. Gehrels |
| 9489 Tanemahuta      | 1146 T-1     | 25 tháng 3 năm 1971  | Palomar                            | C. J. van Houten, I. van Houten-Groeneveld, T. Gehrels |
| 9490 Gosemeijer      | 1181 T-1     | 25 tháng 3 năm 1971  | Palomar                            | C. J. van Houten, I. van Houten-Groeneveld, T. Gehrels |
| 9491 Thooft          | 1205 T-1     | 25 tháng 3 năm 1971  | Palomar                            | C. J. van Houten, I. van Houten-Groeneveld, T. Gehrels |
| 9492 Veltman         | 2066 T-1     | 25 tháng 3 năm 1971  | Palomar                            | C. J. van Houten, I. van Houten-Groeneveld, T. Gehrels |
| 9493 Enescu          | 3100 T-1     | 26 tháng 3 năm 1971  | Palomar                            | C. J. van Houten, I. van Houten-Groeneveld, T. Gehrels |
| 9494 Donici          | 3212 T-1     | 26 tháng 3 năm 1971  | Palomar                            | C. J. van Houten, I. van Houten-Groeneveld, T. Gehrels |
| 9495 Eminescu        | 4177 T-1     | 26 tháng 3 năm 1971  | Palomar                            | C. J. van Houten, I. van Houten-Groeneveld, T. Gehrels |
| 9496 Ockels          | 4260 T-1     | 26 tháng 3 năm 1971  | Palomar                            | C. J. van Houten, I. van Houten-Groeneveld, T. Gehrels |
| 9497 Dwingeloo       | 1001 T-2     | 29 tháng 9 năm 1973  | Palomar                            | C. J. van Houten, I. van Houten-Groeneveld, T. Gehrels |
| 9498 Westerbork      | 1197 T-2     | 29 tháng 9 năm 1973  | Palomar                            | C. J. van Houten, I. van Houten-Groeneveld, T. Gehrels |
| 9499 Excalibur       | 1269 T-2     | 29 tháng 9 năm 1973  | Palomar                            | C. J. van Houten, I. van Houten-Groeneveld, T. Gehrels |
| 9500 Camelot         | 1281 T-2     | 29 tháng 9 năm 1973  | Palomar                            | C. J. van Houten, I. van Houten-Groeneveld, T. Gehrels |